# شهرستان جلالقسی
شهرستان جلالقسی یک منطقهٔ مسکونی در سومالی است که در هیران (سومالی) واقع شده‌است.